# Lista över Värmlands runinskrifter
Värmlands runinskrifter (signum Vr) är åtta till antalet. Två stycken, Vr 1 (Järsbergsstenen) och Vr NOR1994;27 (Skramlestenen), är mycket gamla och är skrivna med den äldre futharken.
Nedan följer en lista på samtliga runinskrifter i Värmland:
| Namn                         | Typ                           | Tillkomsttid  | Plats                          | Socken       | Kommun       | Läge                 | RAÄ-nummer   | Bild |
| ---------------------------- | ----------------------------- | ------------- | ------------------------------ | ------------ | ------------ | -------------------- | ------------ | ---- |
| Vr 1, Järsbergsstenen        | Runsten                       | 500-talet     | Järsberg                       | Varnum       | Kristinehamn | 59.285397, 14.1357   | 12:1         |      |
| Vr 2, Väsestenen             | Runsten                       | Vikingatiden  | Rör                            | Väse         | Karlstad     | 59.419081, 13.811025 | 21:1         |      |
| Vr 3, Hovlandastenen         | Runsten                       | Vikingatiden  | Västra Hovlanda                | Hammarö      | Hammarö      | 59.316333, 13.532447 | 1:1          |      |
| Vr 4                         | Runsten, fotsten till dopfunt | 1200-talet    | Övre Ulleruds kyrka            | Övre Ullerud | Forshaga     | 59.686814, 13.467469 | Ullerud 27:1 |      |
| Vr 5                         | Kyrkklocka                    | ca 1350       | Kila kyrka                     | Kila         | Säffle       | 59.204679, 12.814747 | -            |      |
| Vr NOR1994;27, Skramlestenen | Runsten                       | 500–600-talet | Stommen, Skramles udde         | Gunnarskog   | Arvika       | 59.811925, 12.575772 | 818:1        |      |
| Vr NOR1995;19A               | Runbleck i bly                | Medeltiden    | Karinrud, Saxholmen (borgruin) | Ölme         | Kristinehamn | 59.312472, 13.990033 | 55:1         |      |
| Vr NOR1995;19B               | Sländtrissa                   | Medeltiden    | Karinrud, Saxholmen (borgruin) | Ölme         | Kristinehamn | 59.312472, 13.990033 | 55:1         |      |